# Gürgaletsch

Gürgaletsch, historisches Luftbild von Werner Friedli (1954)

Der Gürgaletsch ist ein 2441 m ü. M. hoher Berg im Kanton Graubünden in der Schweiz.

## Lage
Der steinmanngekrönte Gipfel des Gürgaletsch ist der nördlichste Felskopf der Bergkette in den Zentralen Plessuralpen, welche vom Parpaner Rothorn bis zum Churer Joch verläuft.
Wie seine beiden Nachbarn, Alpstein und Chli Gürgaletsch, erscheint der Gürgaletsch besonders von Norden als pultförmige Erhebung: Alpweiden von Osten bis zum Grat, imposante Felswände gegen Nordwesten
Sein Gebirgsbau ist äusserst kompliziert. Sein Gestein besteht aus Kreide- und Malmkalken der Falknis-/Sulzfluh-Decke.
Die Himmelsrichtung und Entfernung zum Gürgaletsch von folgenden Orten:

Parpan- 25° - 4,421 km, 

Churwalden - 56° - 3,456 km,  

Malix - 114° - 4,347 km, 

Chur Bhf. - 144° - 7,478 km, 

Maladers - 157° - 4,716 km, 

Inner-Praden - 177° - 3,100 km, 

Calfreisen - 189° - 5,010 km, 

Castiel - 196° - 4,823 km, 

Tschiertschen - 217° - 2,961 km, 

St. Peter - 227° - 6,244 km. 

Der Gürgaletsch kann auch als Hausberg von Tschiertschen bezeichnet werden.

## Aufstieg
- von Tschiertschen nach Farur dann Weglos über die Ostflanke
- von Tschiertschen über Farur-Obersäss zum Südgrat
- von Tschiertschen nach Farur weiter via Hüenerchöpf und das Tälli zum Südgrat
- von Parpan zum Churer-Joch und das Tälli zum Südgrat
- von Parpan zum Oberberg dann Weglos zum Südgrat

## Schlepplift Gürgaletsch
Der Gürgaletsch ist seit 1978 auch durch einen Schlepplift von Von Roll erschlossen. Dieser gehört zum Skigebiet Tschiertschen und bringt die Wintersportler zu den Pisten Früheschluecht (rot), Jakobi (schwarz) und Black Jack (schwarz), die genauso wie der Skilift über die Ostflanke verlaufen.

## Benachbarte Gipfel
- Alpstein 2298 m - 1,372 km - (97°)
- Tschingla 2449 m - 1,713 km - (130°)
- Parpaner Schwarzhorn 2683 m - 2,716 km - (156°)
- Stelli 2417 m - 0,852 km - (181°)
- Täliflue 2301 m - 0,586 km - (264°)
- Chli Gürgaletsch 2279 m - 0,639 km - (281°)
- Churer Joch 2033 m - 1,587 km - (319°)

## Karten
- Landeskarte der Schweiz 1:25.000, Blatt 1196 Arosa,
- Landeskarte der Schweiz 1:50.000, Blatt 248 Prättigau.